# 淡黃捲管螺
淡黃捲管螺（学名：Philbertia lutea）为捲管螺科粗切嘴螺屬下的一个种。